# Fulk von Bouillon
Fulk von Bouillon (lat. Fulco de Bilium; * vor 1175; † nach 1211) war ein Baron im Königreich Kleinarmenien.
Sein Name deutet auf eine Abstammung von Kreuzfahrern aus Bouillon hin. Er war ein Vetter des armenischen Königs Leo I. Seine Mutter war eine Schwester der rubenidischen Prinzen Thoros II., Mleh und Stephane.
1190 verschaffte er sich den Besitz der Burg Baghras (Gastin) an der Grenze zwischen Kleinarmenien und Antiochia. Baghras war 1188 vom Ayyubidensultan Saladin erobert worden. Als sich 1190 die Nachricht vom Herannahen des Kaisers Friedrich Barbarossa verbreitete, wurde die Burg geschleift und die ayyubidische Garnison abgezogen. Fulk nutzte die Gelegenheit und nahm die Burg kampflos in Besitz. Mindestens von 1191 bis 1211 hielt er Baghras als armenisches Lehen. In dieser Zeit ließ er die Burgbefestigungen sorgfältig instand setzten.
Der Templerorden, der Baghras bis 1188 besessen hatte, versuchte indessen die Burg zurückzuerhalten. Nach wiederholten Interventionen des Papstes Innozenz III. ließ König Leo die Burg schließlich 1216 an die Templer zurückgeben. Wahrscheinlich war Fulk zu diesem Zeitpunkt bereits verstorben.
Fulk war mit Alix von Nazareth, einer Tochter von Helias, Herr (Kastellan) von Nazareth, verheiratet. Sein Sohn Lewon von Gabban wird 1214 in der Goldenen Bulle von Papst Leo I. erwähnt. Er war mit Alix, der Tochter des Thomas von Maugastel, 1207 bis 1211 Kastellan von Tyros, verheiratet, ihr Sohn war Fulk der Jüngere. Fulks Tochter Agnes heiratete Walter von Picquigny.